# فرناندو اویلا
فرناندو اویلا (انگلیسی: Fernando Ávila؛ زادهٔ ۸ فوریهٔ ۱۹۵۵) بازیکن والیبال اهل برزیل است.